# Kak Vit'ka Česnok vёz Lёchu Štyrja v dom invalidov
Kak Vit'ka Česnok vёz Lёchu Štyrja v dom invalidov (Как Витька Чеснок вёз Лёху Штыря в дом инвалидов) è un film del 2017 diretto da Aleksandr Chant.

## Trama
Il film racconta di un giovane di 27 anni cresciuto in un orfanotrofio, Vit'ka Česnok, che vuole lasciare la sua famiglia che lo ha infastidito. Trova suo padre con un passato criminale, ora disabile, e lo accompagna alla casa di riposo per persone con disabilità.